# Abdullah Frères

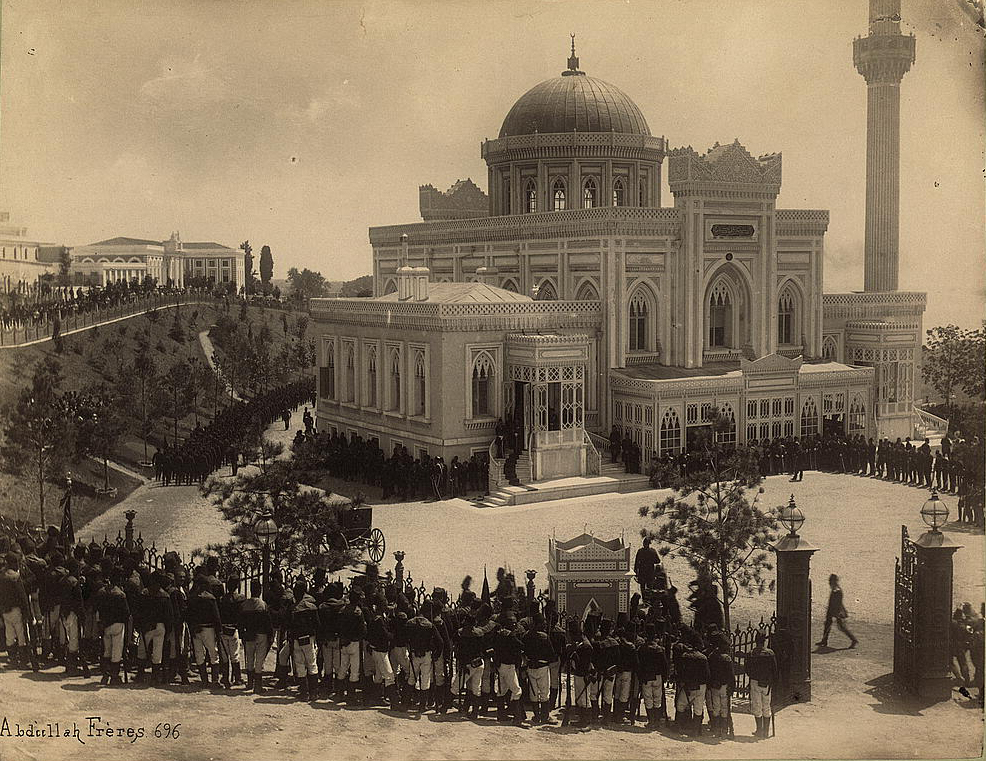
Sultánovo procesí před mešitou Hamidiye Camii v pátek

Abdullah Frères (Bratři Abdullahovi) byl fotografický ateliér v hlavním městě osmanské říše Istanbulu, který existoval v letech 1858–1900. Vlastnili jej tři arménští bratři a fotografové Viçen (nebo Vhichen) (1820–1902),  Hovsep (1830–1908) a Kevork Abdullahovi (1839–1918). Vedle Pascala Sébaha byli jedněmi z nejvýznamnějších profesionálních fotografů svého času v Osmanské říši. Fotografovali portréty sultánů i obyčejných lidí, scénické pohledy městských vedut a reportáže.

## Historie
Bratři byli v roce 1863 dvorními fotografy osmanských sultánů od Abdülazize po Abdülhamida II. a měli oprávnění na zadních stranách svých fotografií znázorňovat sultánské iniciály (monogram) tugra. Bratři provozovali v letech 1866 až 1895 studio v Káhiře. V roce 1900 prodali bratři podnikání společnosti Sébah & Joallier v Konstantinopoli.
Bratři Abdullahovi za 40 let v Istanbulu pořídili mnoho portrétů různých typů lidí, krajin, architektury, ale dokumentovali také různé politické a společenské události, historické a kulturní hodnoty.
Z práce bratrů se dochovaly nějaké záběry z Efezu a větší počet z Konstantinopole.

## Galerie

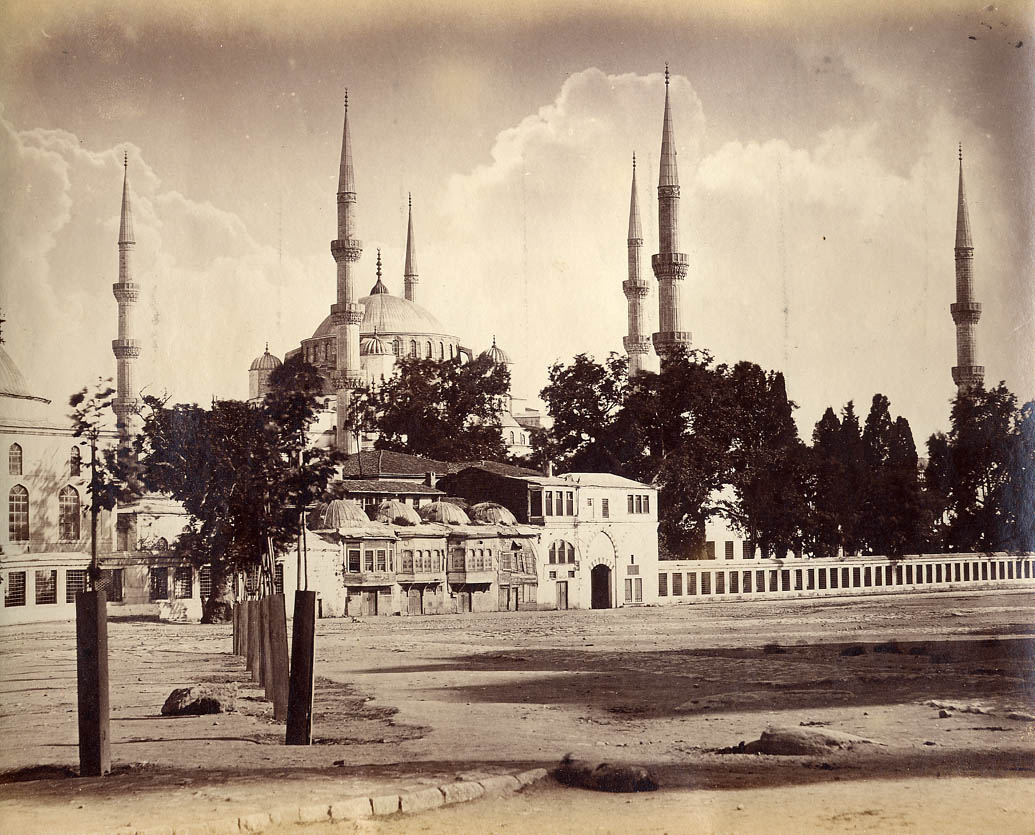
Sultánova mešita, Istanbul
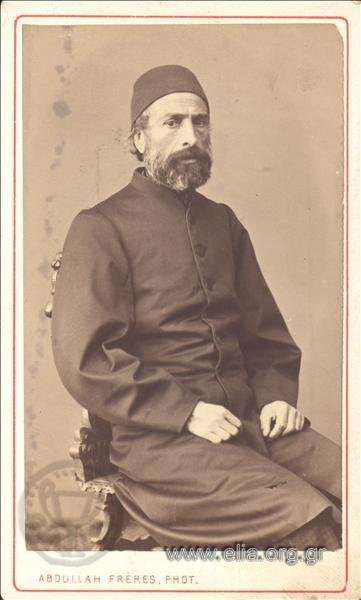
Paša İbrahim Edhem (1819–1893)
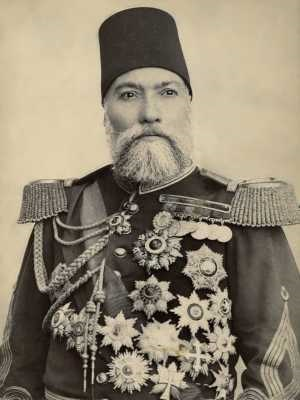
Osmanský paša Gazi Osman
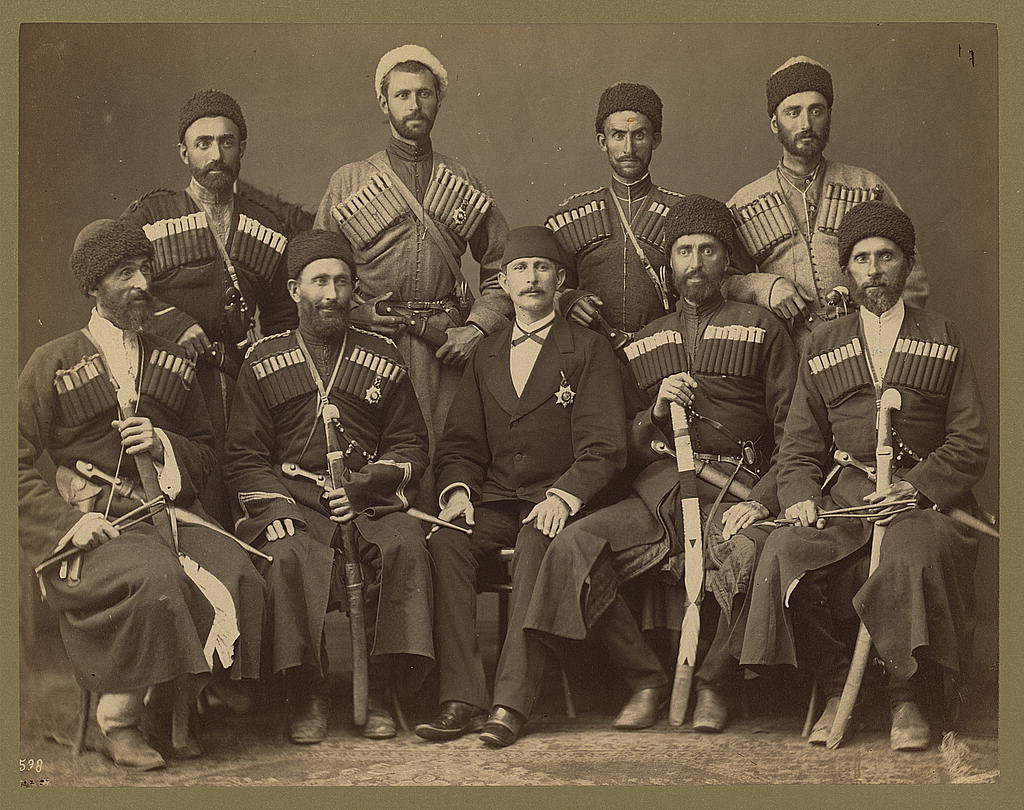
Skupinový portrét osmi Čerkésů v uniformě s dalším mužem, pravděpodobně ottomanským úředníkem, 1880–1900
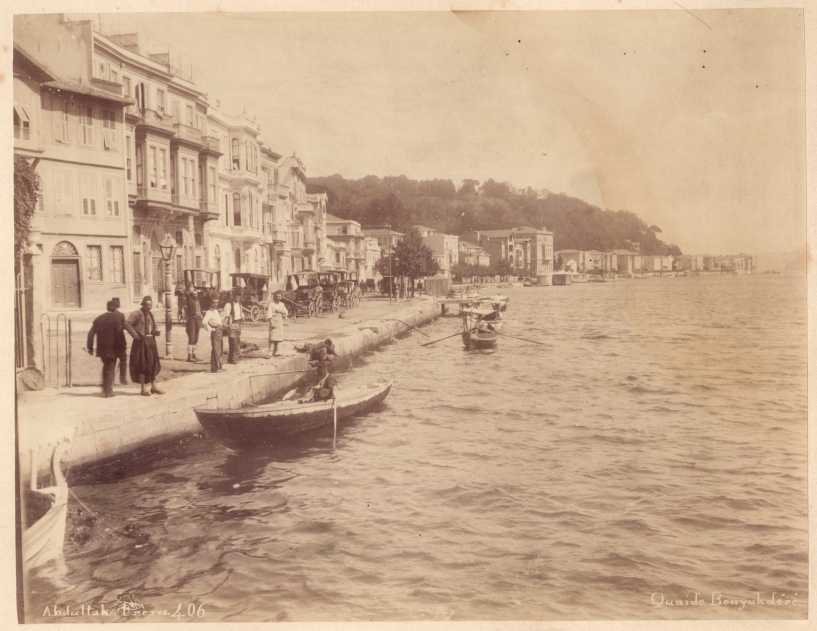
Quai de Bouyukdéré v Istanbulu, před rokem 1895
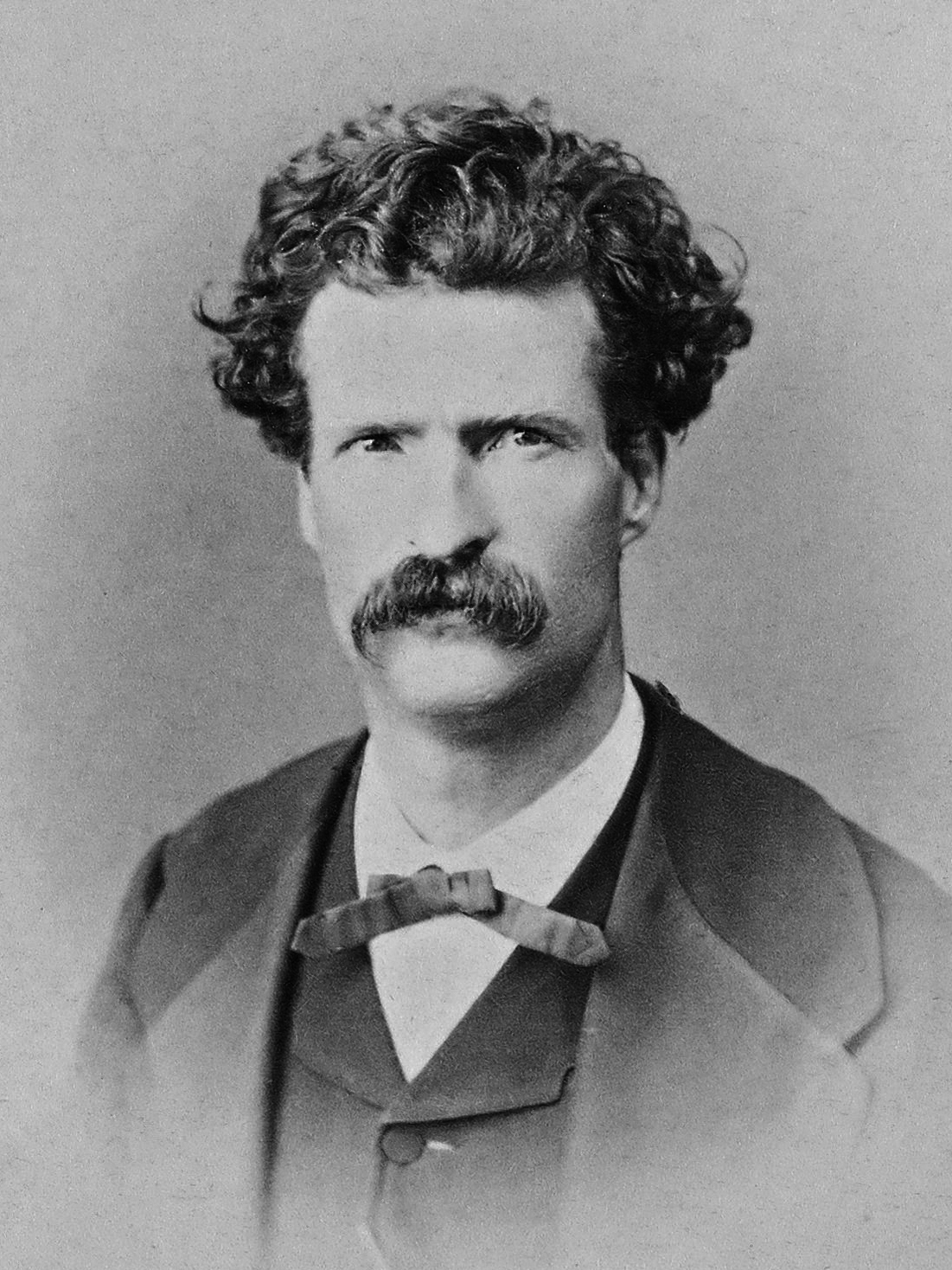
Mark Twain, 1867
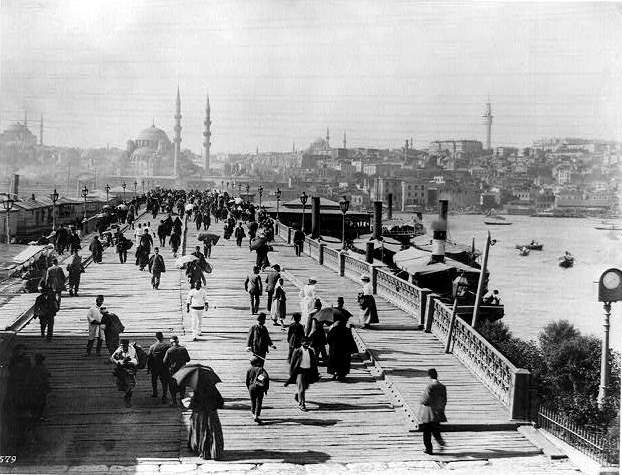
Pohled na galatský most
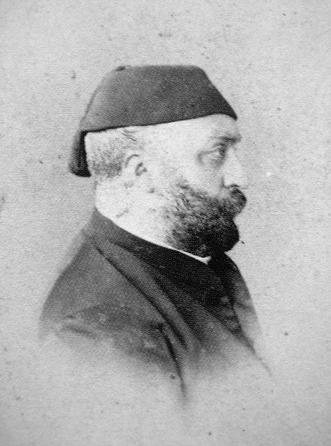
Sultán Abdulaziz
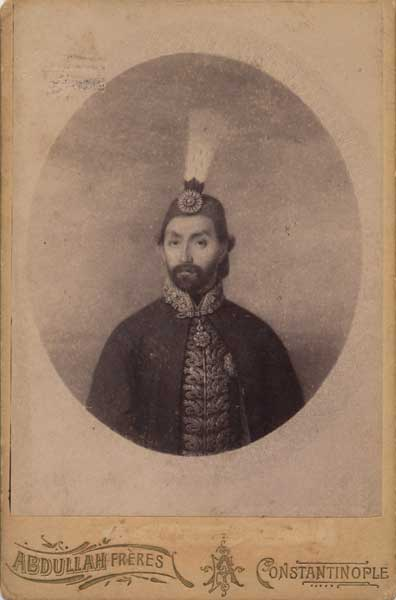
Sultán Abdulmecid
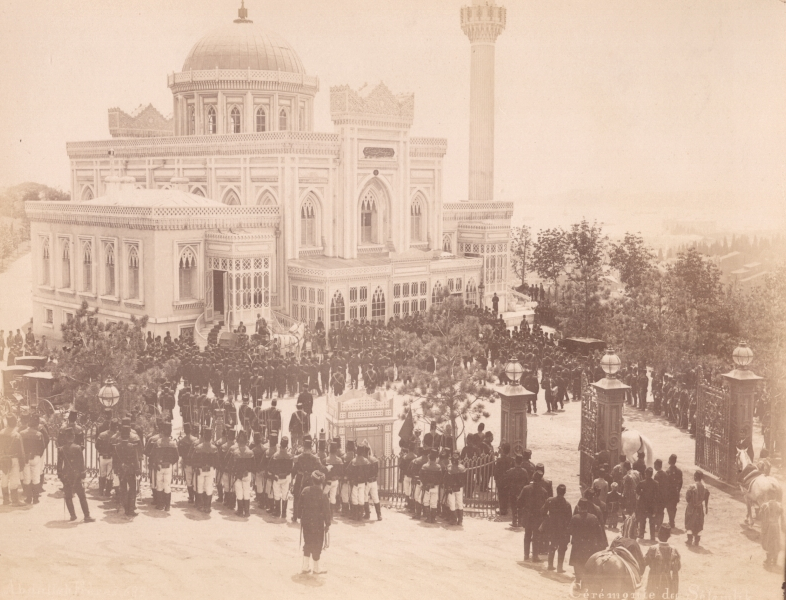
Ceremonie v Konstantinopoli
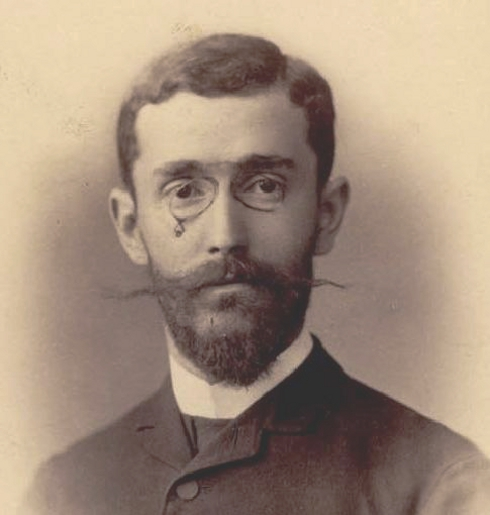
Portrét rumunského diplomata a memoiristy Trandafira G. Djuvary
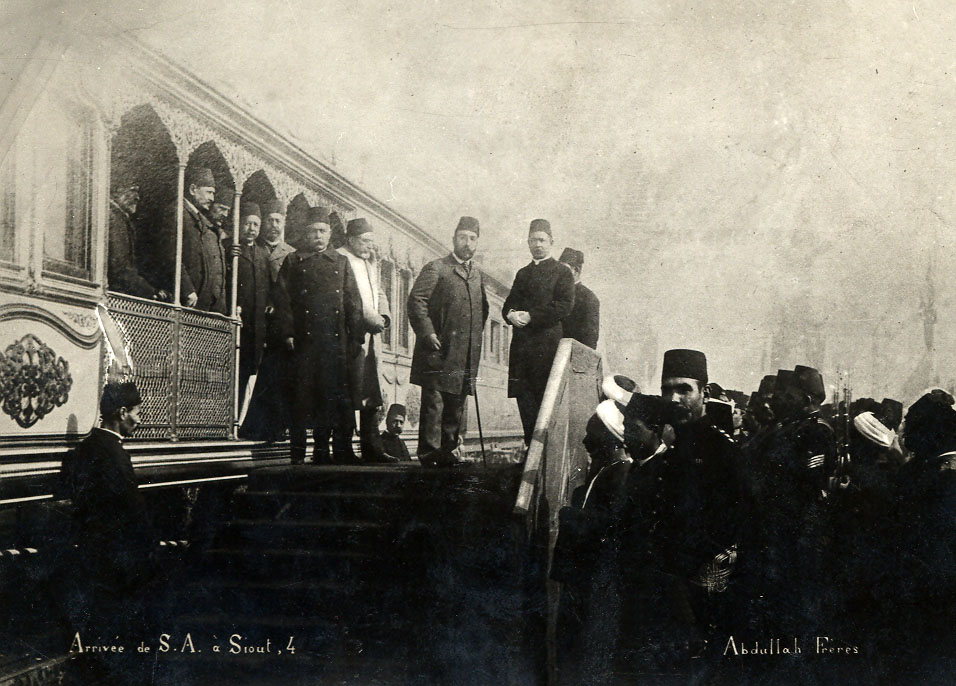
Taufik paša
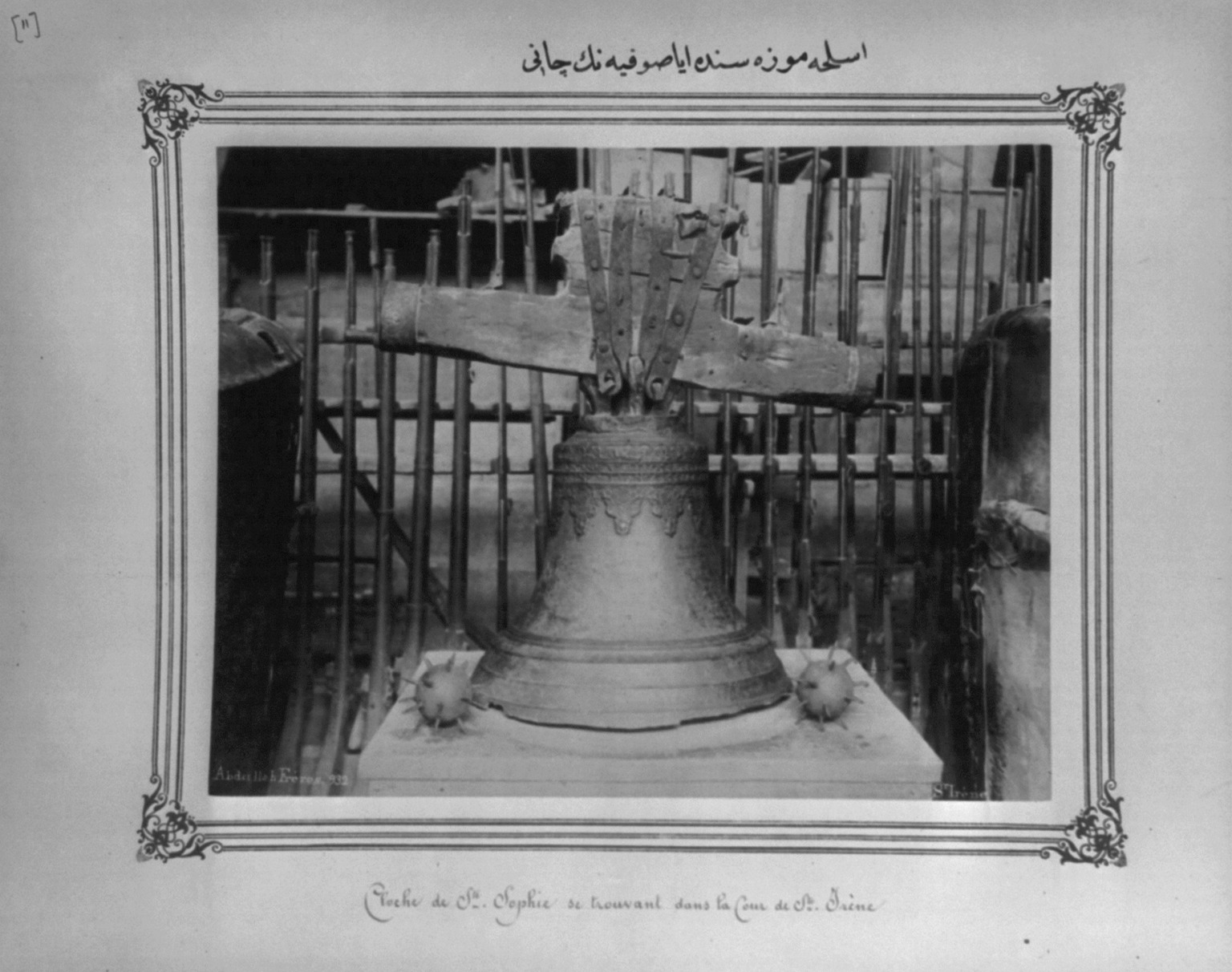
Zvon chrámu Haghia Sofia
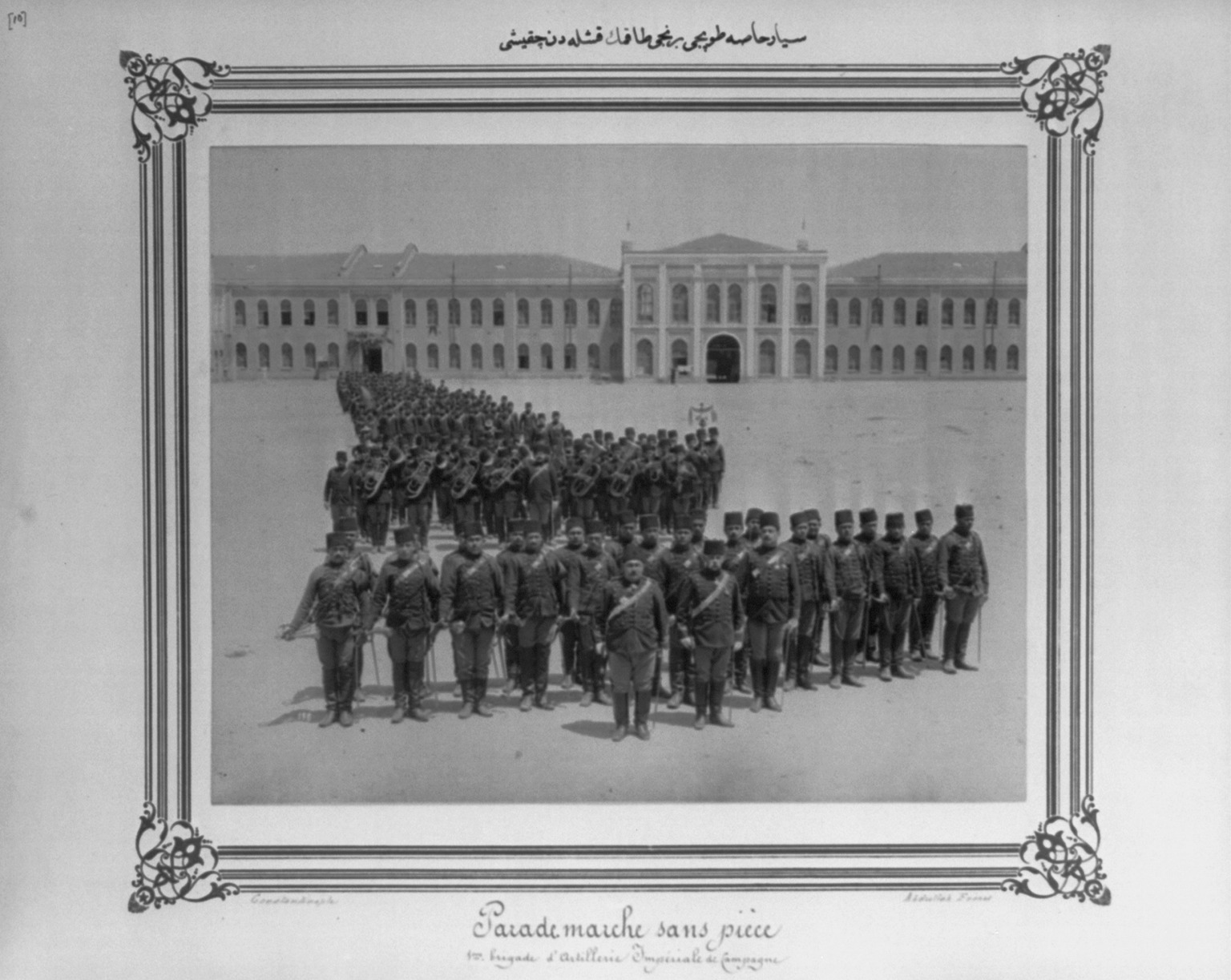
První mobilní dělostřelecká brigáda vychází z kasáren
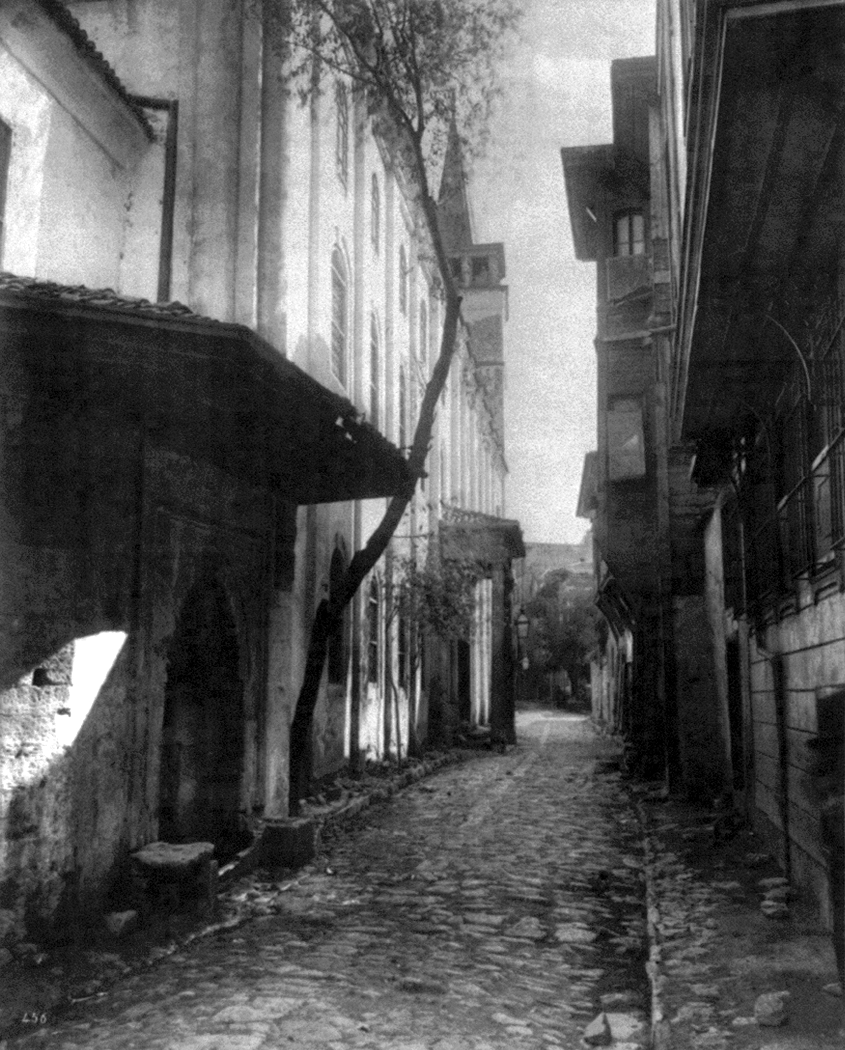
Ulice v Galatě
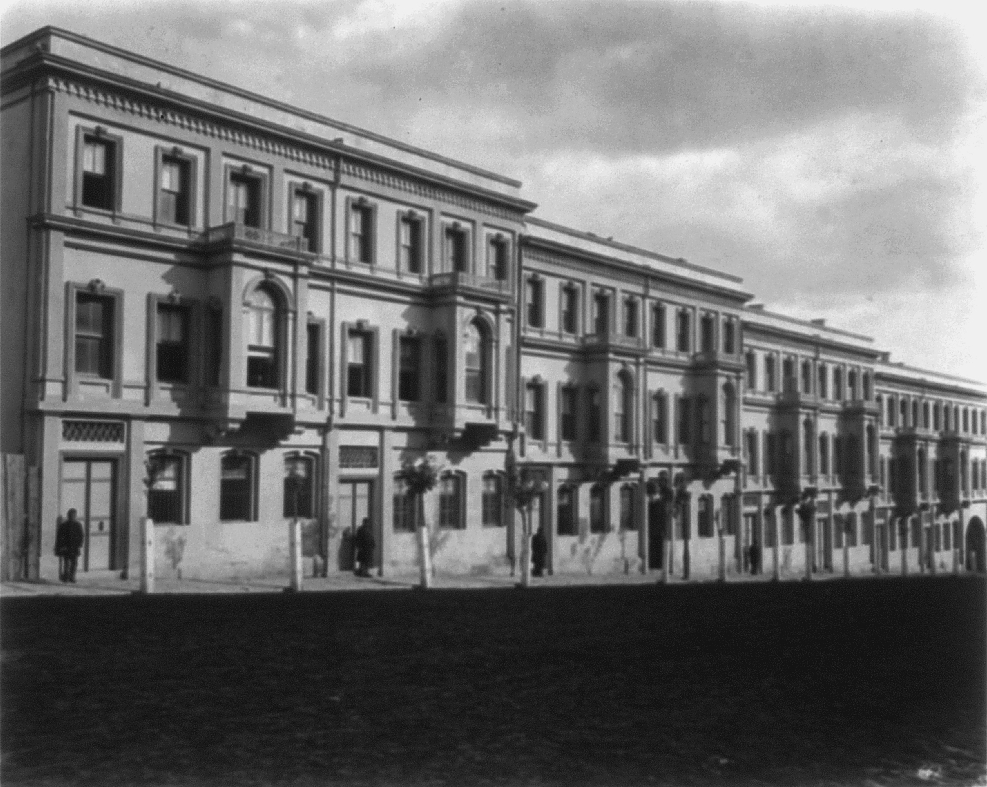
Mekteb-i Aşiret-i Humayun (Domorodá škola)
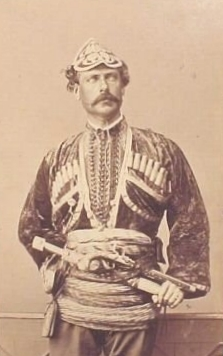
Gruzínský muž, 1870
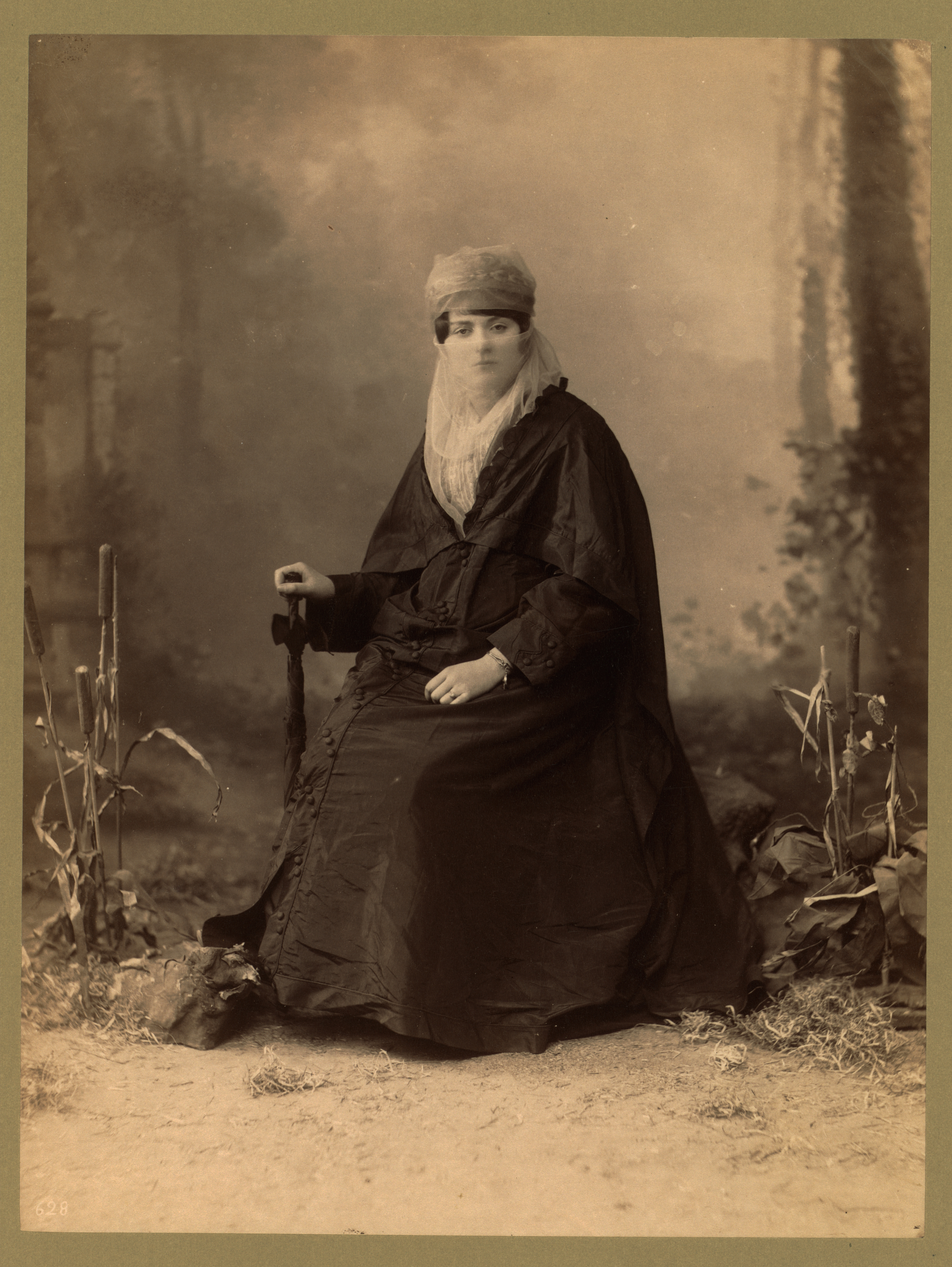
Turecká žena, plný portrét, sedící, hledící dopředu, držící slunečník